# 고스트워: 캐주얼 배틀 아레나
《고스트워: 캐주얼 배틀 아레나》는 2020년 7월 29일에 출시된 신비아파트의 6번째 게임으로 RHAON이 개발한 디지털 수집형 카드 게임이다. 사용자가 '고스트'라고 불리는 특정한 그룹의 캐릭터 카드를 개별 고스트가 갈 수 있는 공간에 배치하여 상대방과 전투하는 것으로 설계되어 있다.

## 플레이
'고스트'라고 불리는 원작 《신비아파트》에 등장하는 귀신들이 간략화된 형태의 캐릭터를 이용해서 상대방 플레이어와 전투를 하는 방식으로 진행되며, 전투 시 게임 내 '고스트' 카드를 사용해 소환 시 필요한 일정 소울로 '고스트'를 불러내거나 플레이어블 캐릭터의 스킬을 사용할 수 있다.
플레이어는 3개의 '타워'를 가지며 이 중 제 시간내에 가장 많은 타워를 파괴하거나, 시간이 끝나기 전에 타워 3개를 파괴할 시 승리한다. 만약 두 플레이어 모두 동일한 수의 타워를 파괴하거나 타워를 파괴하지 못한다면 연장전이 진행되며 연장전 내 가장 일찍 1개의 타워를 파괴하는 플레이어가 승리한다.

## 등급
C(베테랑), B(엘리트), A(스타), S(슈퍼스타), U(얼티밋), X(엑스트라), XR(속성) UR, O 등급이 있다.
포켓몬 등급은 c,b,a,s, 전설 포켓몬은 z 미확인 포켓몬은 y 환상의 포켓몬은 x로 2025년 5월 5일에 출시 예정이다.

## 모드
기본:캐주얼 배틀,진격의 소환수,싱글리그,협동전,랭킹전 ,뱀파이어고성
특별 모드:원 타겟,트리플 에너지,하프 코스트,리온vs강림이 있다.